# Tapilula
Tapilula är en ort i Mexiko.   Den ligger i kommunen Tapilula och delstaten Chiapas, i den sydöstra delen av landet, 700 km öster om huvudstaden Mexico City. Tapilula ligger 785 meter över havet och antalet invånare är 6 432.
Terrängen runt Tapilula är bergig norrut, men söderut är den kuperad. Tapilula ligger nere i en dal. Runt Tapilula är det ganska tätbefolkat, med 86 invånare per kvadratkilometer. Närmaste större samhälle är Pueblo Nuevo Jolistahuacan, 15,9 km sydost om Tapilula. I omgivningarna runt Tapilula växer i huvudsak städsegrön lövskog.